# Den stora effekten
Den stora effekten var den svenska titeln på Robert Dhérys musikal La grosse valise med musik av Gérard Calvi och sångtexter av Harold J. Rome.
I Sverige sattes musikalen upp av Knäppupp AB och spelades på Cirkus i Göteborg den 6 december 1963–6 januari 1964 och därefter på Knäppupps hemmascen Idéonteatern vid Brunkebergstorg i Stockholm den 22 januari–12 april 1964. För bearbetningen till svenska svarade Björn Lindroth, de svenska vistexterna skrevs av Povel Ramel, Robert Dhéry och Stig Ossian Ericson stod för regin, Ulf Axén skapade dekoren, Walter Nicks svarade för koreografin och Leif Asp var kapellmästare. 
Den svenska ensemblen bestod av Mari Ade, Elof Ahrle (tillfälligt ersatt av Åke Grönberg), Ulf Andrée, Sten Ardenstam, Ingvar Bellander, Olle Björklund, Elisaveta, Kurt Emke, Olof Frenzel, Marie-Louise Grybe, Stig Grybe, Thor Hartman, Holger Höglund, Curt Kärrby, Martin Ljung, Monica Lindberg, Christina Lindström, Sune Mangs, Mille Schmidt, Sture Ström, Ragnar Sörman och Wiveca Warenfalk med flera.